# Saint-Laurent-du-Tencement
Saint-Laurent-du-Tencement település Franciaországban, Eure megyében. Lakosainak száma 66 fő (2022. január 1.). Saint-Laurent-du-Tencement Saint-Denis-d’Augerons és La Ferté-en-Ouche községekkel határos.

## Népesség
A település népessége az elmúlt években az alábbi módon változott:
| Lakosok száma | 49   | 38   | 34   | 50   | 51   | 59   | 64   | 65   | 65   | 66   |
|               | 1968 | 1982 | 1990 | 2006 | 2013 | 2015 | 2017 | 2019 | 2020 | 2022 |